# Doopsgezinde kerk (Assen)
De Doopsgezinde kerk in de Nederlandse stad Assen is gelegen aan de Oranjestraat 13.
De Doopsgezinde gemeente in Assen ontstond in 1896 als kring vanuit de doopsgezinde gemeente in Meppel. In 1899 werd de Assense kring een zelfstandige gemeente. Vanaf 1902 kwam de gemeente samen in het Nutsgebouw in de Javastraat. Een jaar later werd een bouwfonds ingesteld voor een eigen kerk, hiervoor werd in 1905 een stuk grond aan de Oranjestraat gekocht. Deze straat was in dat jaar aangelegd door de erven Van Lier, die daarvoor een deel van hun landgoed Overcingel opofferden.
In 1909 kon de nieuwe Vermaning (Doopsgezinde kerken werden vermaning genoemd, evenals de preek) in gebruik worden genomen. Het gebouw is ontworpen door stadsbouwmeester Taeke Boonstra. Het interieur is sober, het exterieur heeft kenmerken van de jugendstil. De zaalkerk is niet zo groot, in 1930 bouwde de Vereniging van Vrijzinnige Hervormden en de Nederlandse Protestanten Bond verderop in de Oranjestraat een verenigingsgebouw, 'De Kern', dat in de jaren vijftig samen met de Doopsgezinde Gemeente werd uitgebreid met een aanbouw 'de Doevekamp' ten behoeve van het gezamenlijke jeugdwerk. Het gezamenlijke Jeugdwerk werd De Meiboom genoemd en was aangesloten bij de Vrijzinnig Christelijke Jeugdcentrale in Utrecht. Voor de bouw van de Doevekamp zijn de stenen gebikt door de Vrije Vogels (V.C.V.V.) en de Jeugd Gemeenschap (V.C.J.G.). De stenen kwamen van een gesloopt huis uit de Javastraat. In 1946 kreeg de gemeente de eerste vrouwelijke voorganger. Vanaf de jaren '50 wordt de kerk ook gebruikt door andere kerkgenootschappen als de Vereniging van Vrijzinnige Protestanten en de Het Apostolisch Genootschap. De kerk is opgenomen op de gemeentelijke monumentenlijst.
Op 28 december 2019 is na 110 jaar de laatste kerkdienst gehouden, het gebouw is verkocht aan een kunstenaar. De Doopsgezinde Gemeente Assen is per 1 januari 2020 opgeheven.